# Synagoge (Buttenhausen)

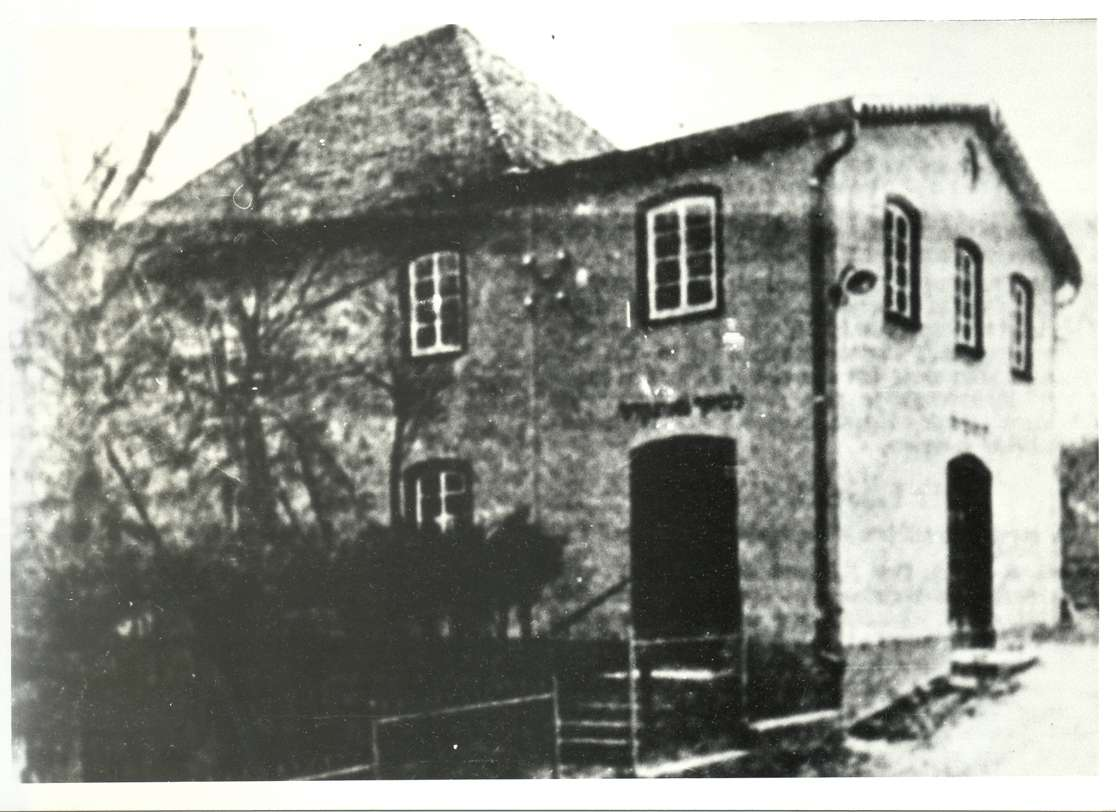
Synagoge in Buttenhausen

Die Synagoge in Buttenhausen, einem Ortsteil der Gemeinde Münsingen im Landkreis Reutlingen in Baden-Württemberg, wurde 1796 erbaut und 1871/72 erweitert. Die Synagoge stand an der Mühlsteige, oberhalb der damals besiedelten Fläche im jüdischen Teil Buttenhausens.

## Geschichte
Der Betsaal in einem Privathaus erwies sich für die schnell wachsende Jüdische Gemeinde Buttenhausen bald als zu klein. Mit der Unterstützung des Freiherren von Liebenstein, dem Grundherrn, konnte im Frühjahr 1796 mit dem Synagogenbau begonnen werden. Sie überragte die anderen Gebäude und stand auf gleicher Höhe mit der christlichen Kirche auf der anderen Talseite.
In den Jahren 1871/72 wurde die Synagoge renoviert und erweitert. Damals lebten 348 Juden in Buttenhausen von insgesamt 751 Einwohnern in der Gemeinde.
Der Letzte Rabbiner von Buttenhausen war Rabbiner Naphtali Berlinger.
Die Synagoge wurde beim Novemberpogrom 1938 zerstört. Die Feuerwehr und der Bürgermeister löschten einen ersten Brand im Treppenhaus. Bei der zweiten Inbrandsetzung wurde der Feuerwehr das Löschen verboten. Die SA-Männer aus Münsingen und Buttenhausen zerschlugen die Bänke in der Synagoge und schichteten die Bücher auf einen Haufen. Dann übergossen sie alles mit Benzin und setzten damit die Synagoge in Brand. Nach der Zerstörung der Synagoge wurden bis zur Deportation der jüdischen Einwohner die Gottesdienste im Rabbinatsgebäude abgehalten.

## Gedenken
Am 4. September 1966 wurde am Standort der zerstörten Synagoge eine kleine Anlage der Öffentlichkeit übergeben. In deren Mittelpunkt stehen der von Boris Grünwald geschaffene Gedenkstein und eine Gedenktafel.